# LyricFind

LyricFind

LyricFind é a maior licenciadora de composições do mundo. A empresa foi fundada em 2004, no Canadá. No início de 2012 LyricFind licenciou os direitos globais de letras de músicas da EMI Music Publishing, Universal Music Publishing Group (UMPG), Warner/Chappell Music Publishing, Sony/ATV Music Publishing e Kobalt Music Group. A LyricFind posteriormente se tornou a única de terceiros "a administrar as futuras licenças de letras musicais controladas" pela UMPG. Em 27 de outubro de 2015, a LyricFind lançou duas novas paradas semanais na Billboard para classificar as principais tendências de pesquisas líricas. Em janeiro de 2016, a LyricFind anunciou sua parceria com a Recording Academy sobre uma série de iniciativas, incluindo o licenciamento de exibições líricas para websites da Grammy. O banco de dados de letras da LyricFind está atualmente disponível para licenciamento em cerca de 100 países, com cerca de 4 000 editoras musicais, atendendo clientes como Amazon, Deezer, Shazam, Microsoft Bing, Pandora, MetroLyrics e SongMeanings, entre outros.
Em 27 de junho de 2016, o motor de busca norte-americano Google fechou um acordo com a LyricFind para que o Google comece a mostrar letras de músicas nos resultados das pesquisas.